# Юозас Кіселюс
Юозас Кіселюс (Кіселюс Юозас Юозович; лит. Juozas Kisielius; *22 червня 1949, Йонішкіс — †10 травня 1991, Вільнюс) — радянський литовський актор театру і кіно. Заслужений артист Литовської РСР. Лауреат Державної премії СРСР (1983 — за участь в телефільмі «Довга дорога в дюнах»).

## Життєпис
Народився у місті Йонішкісі.
Закінчив акторський факультет Вільнюської консерваторії (1972).
Актор Вільнюського державного академічного театру драми.
Знімався у кіно з 1970 р.

## Фільмографія
- «Вінок з дубового листя» (1976, Клеменсас)
- «Ціну смерті запитай у мертвих» (1977, Антанас Соммер)
- «Довга дорога в дюнах» (1980—1981, Артур Банга)
- «Брама до небес» (1983)
- «Ціна повернення» (1983)
- «Політ через Атлантичний океан» (1983, Леон)
- «Хто сильніший за нього» (1984, командир латиських стрільців)
- «Прийдешньому віку» (1985, Антон Соболєв, перший секретар обкому партії;)
- «Спритники» (1987, Олексій Федорович Зацепін)
- «Барбора Радвілайте» (1987, Радзивілл Рудий)
- «Шураві» (1988)
- «Адвокат» (1990) та ін.

Грав в українських фільмах:
- «„Мерседес“ втікає від погоні» (1980, німецький офіцер — епізод)
- «Скарга» (1986, Марчук)
- «Зброя Зевса» (1991, т/ф, 5 с., адвокат Джеймс Мал)